# John Taylor (Architekt)

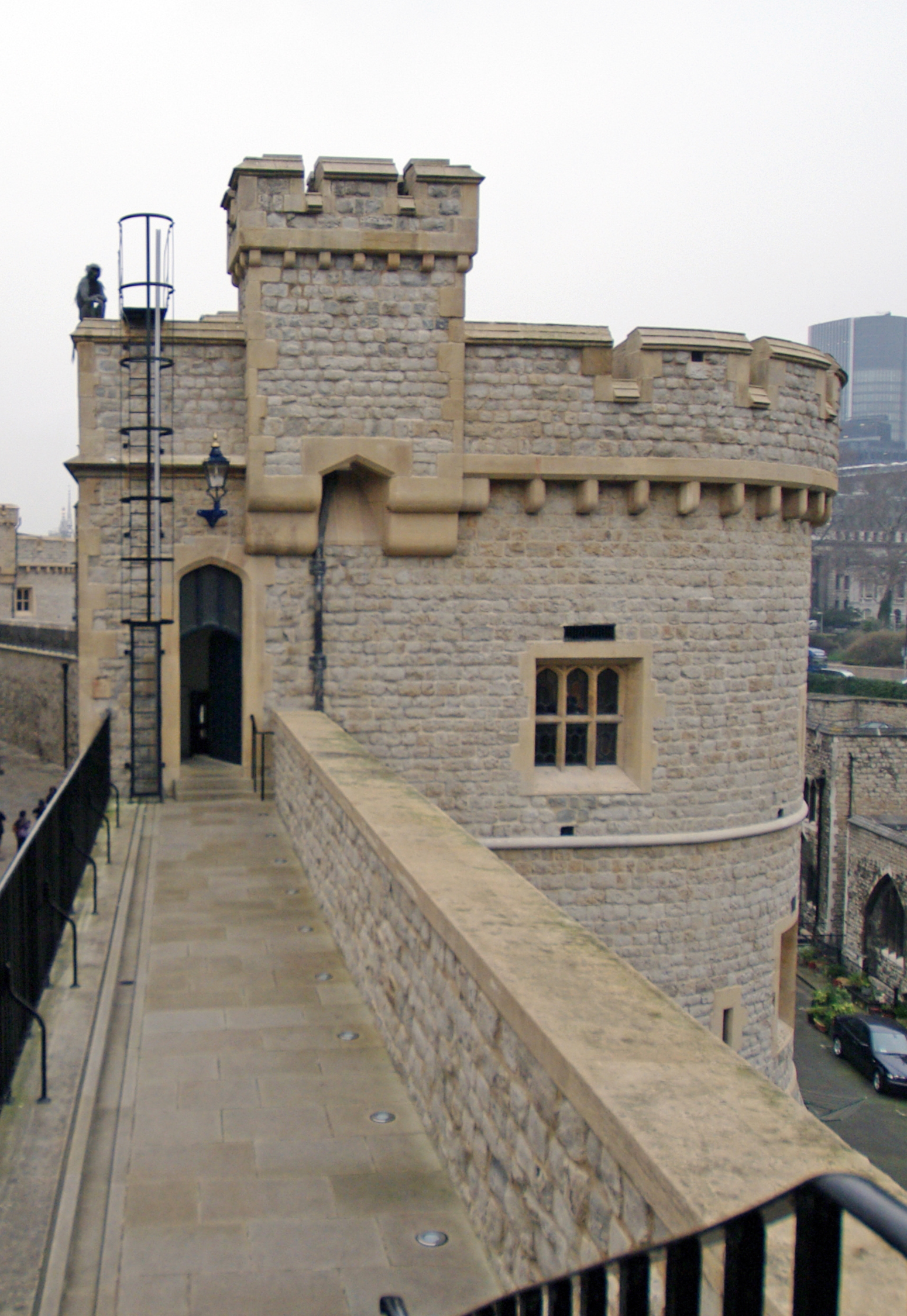
Von Taylor gebaute Innenmauer und Lanthorn Tower im Tower of London

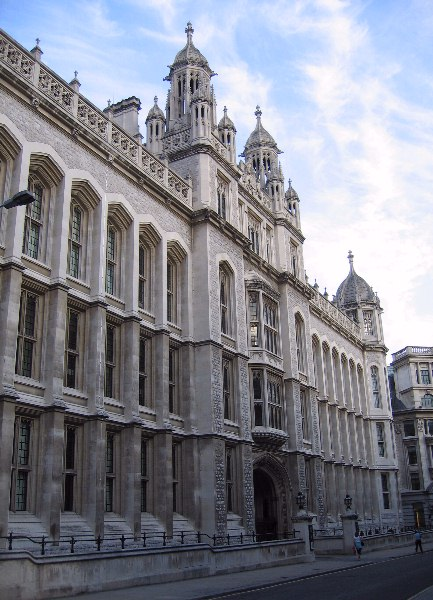
Fassade des alten Public Record Office, heute King’s College

John Taylor (* 13. November 1833 in Warkworth, Northumberland; † 30. April 1912 in Surbiton Hill, Surrey) war ein englischer Architekt. Der Verfechter der Neogotik hatte erheblichen Einfluss auf die Architektur Londons. Die Architekturkritik stuft ihn als zuverlässigen, aber uninspirierten Architekten ein. Insbesondere sein gelegentlicher Abriss echter mittelalterliche Bauten zum Bau neogotischer Neubauten geriet in die Kritik.
Taylor arbeitet unter anderem am Bow Street Magistrates’ Court, dem Tower of London, dem Marlborough House, dem Thames Embankment, dem British Museum und der National Gallery, wo er jeweils größere An- und Umbauten plante. So gestaltet er die Südseite des Towers neu und ließ dabei neue Mauern und Türme bauen. Im British Museum zeichnete er für den White Wing verantwortlich.
Taylor war Preisrichter in den Wettbewerben für das Admiralty House und das War Office Building in Whitehall.
Taylor gestaltete die Fassade des Public Record Office in der Chancery Lane und baute die Polizeistation in der Bow Street.
Er war seit 1866 Surveyor des Office of Works in London und arbeitete dort seit 1898 als beratender Architekt.